# 京都府運転免許試験場

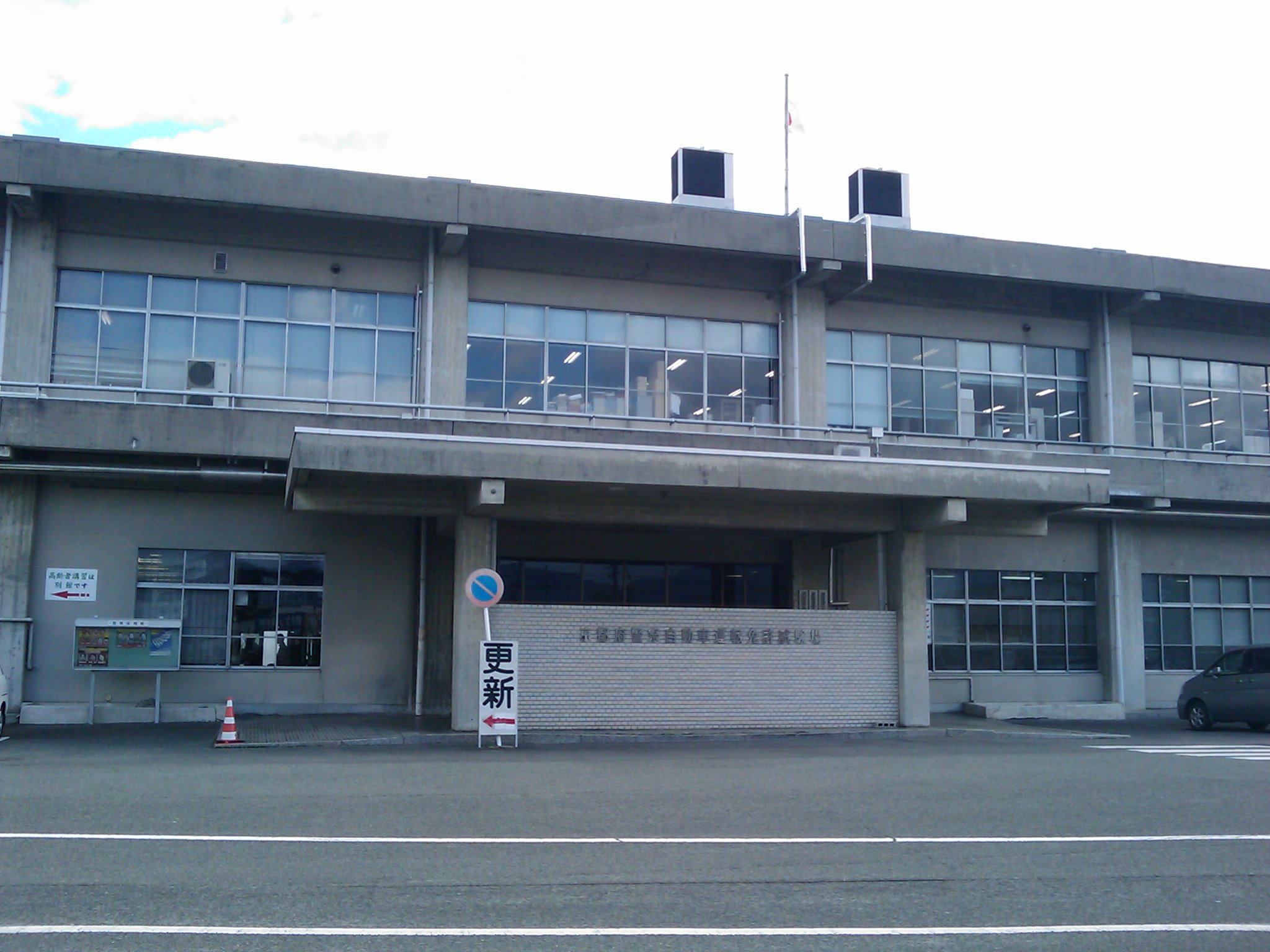
京都府運転免許試験場

京都府警察自動車運転免許試験場（きょうとふけいさつじどうしゃうんてんめんきょしけんじょう）は、京都府京都市伏見区にある京都府警察が管理する運転免許試験場。
敷地内に財団法人「京都府交通安全協会」の自動車練習場が併設されており、技能試験で使用される試験車両と同じ車両で練習することが可能となっている。

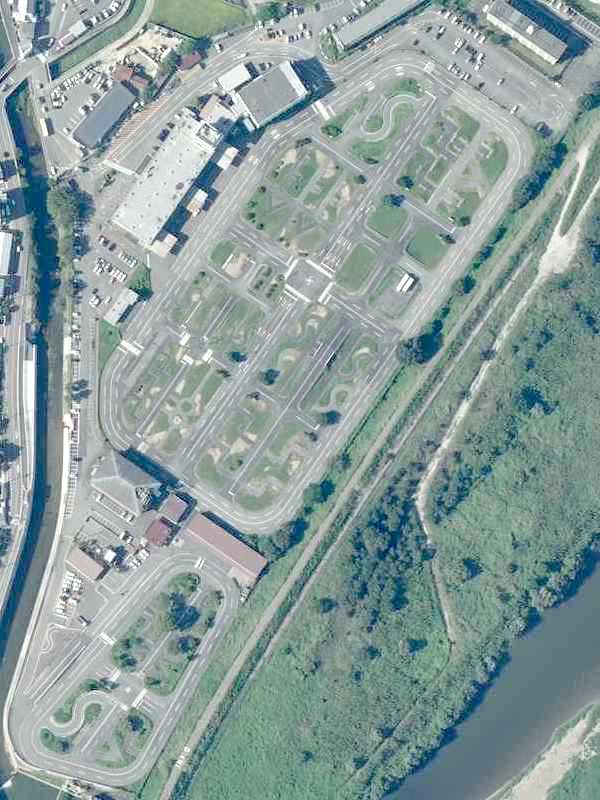
航空写真（2020年）

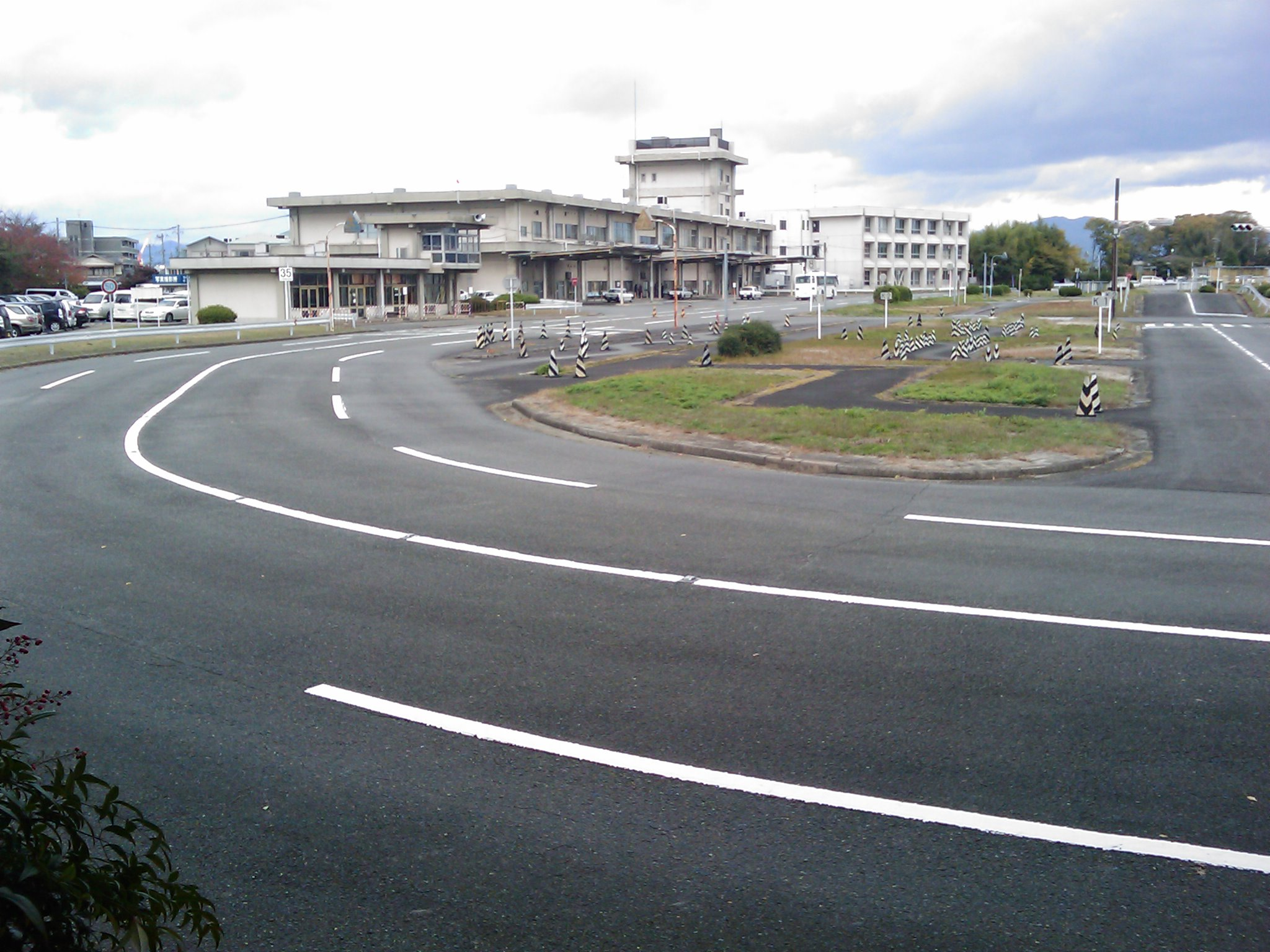
試験場コース側からの風景

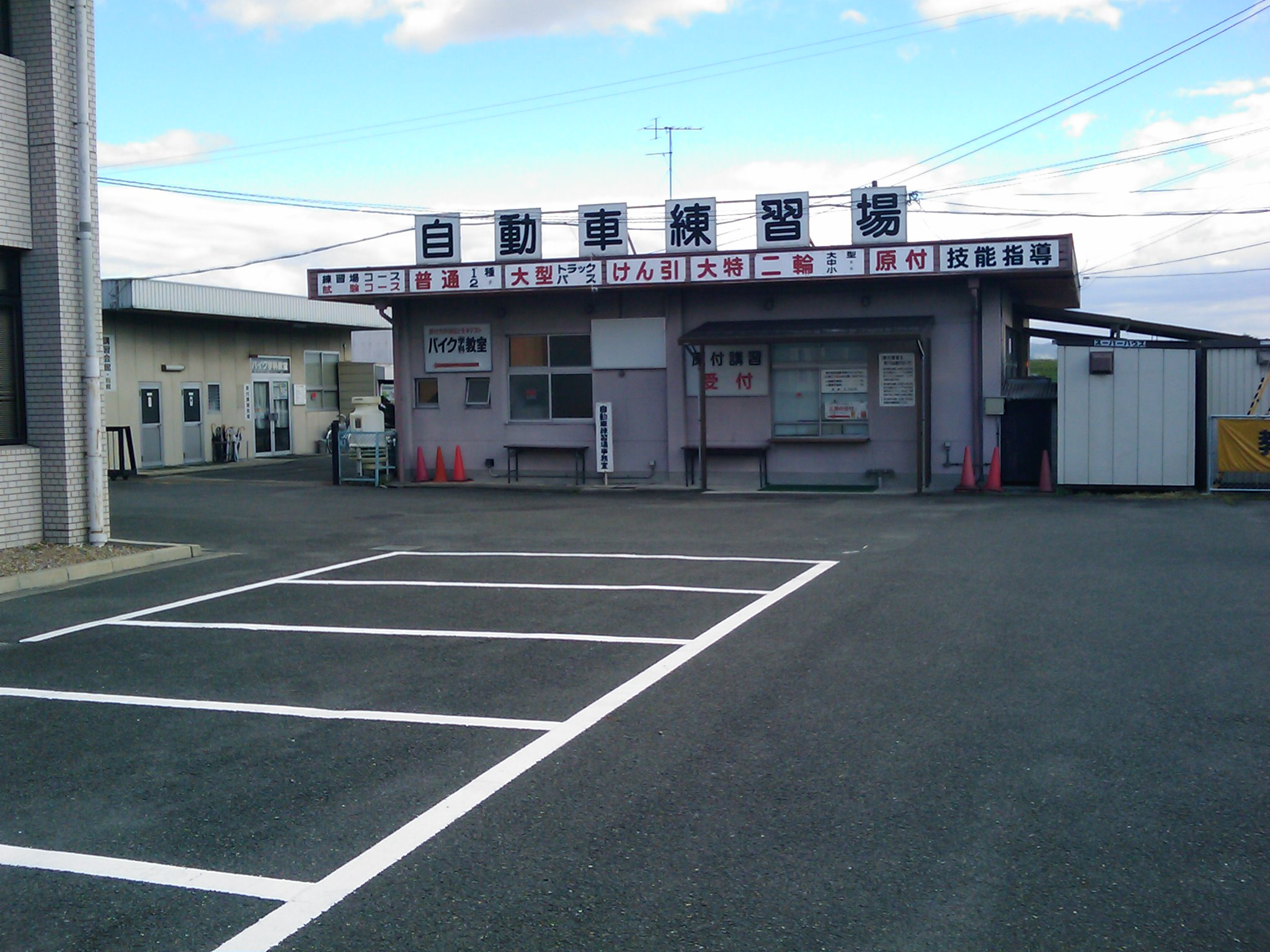
京都府交通安全協会自動車練習場

## 所在地・アクセス（交通機関）
- 京都府京都市伏見区羽束師古川町647
  - 阪急京都本線「長岡天神駅」下車、北西へ徒歩2分、阪急バス「阪急長岡天神」バス停から12号系統（免許試験場行き）乗車[1]
  - JR京都線（東海道本線）「長岡京駅」下車、阪急バス「JR長岡京駅」バス停から12号系統（免許試験場行き）乗車、又は京都市営バス南2号系統「免許試験場経由竹田駅東口」行きに乗車。[1]、
  - 京阪本線「淀駅」下車、京都市営バス「京阪淀駅」バス停[2]から20号系統（免許試験場 経由 中書島行き、または、免許試験場前行き）乗車、「免許試験場前」下車
  - 京阪本線「中書島駅」下車、北口から北西へ徒歩2分[1]、京都市営バス「中書島」バス停から20号系統（免許試験場 経由 宮前橋西詰行き）[3]乗車、「免許試験場前」下車
  - 京都市営地下鉄烏丸線・近鉄京都線「竹田駅」下車、京都市営バス「竹田駅西口」バス停から
    - 南2号系統（免許試験場経由JR長岡京駅東口行き）乗車、「免許試験場前」下車[1]

または
    - 特南2号系統（JR長岡京駅東口行き）乗車、「樋爪口」下車（徒歩5分）[1]

  - 近鉄京都線「桃山御陵前駅」下車、西へ徒歩10分、京都市営バス「西大手筋」バス停から20号系統（免許試験場行き）乗車、「免許試験場前」下車[1]